# Galleta de almendras
Una galleta de almendra es un tipo de galleta hecho con almendras. Son galletas comunes en diversas gastronomías y toman diferentes formas.
Entre los tipos de galleta de almendra se encuentran los macarunes, la galleta española llamada almendrado, la ghorabiye  (un galleta shortbread hecha con almendras), y las galletas turcas acıbadem kurabiyesi. Además, el postre turco şekerpare es a menudo decorado con almendras.
En Noruega, las sandkaker son una clase de galletas de almendra que están hechas en moldes rizados.

## Galería

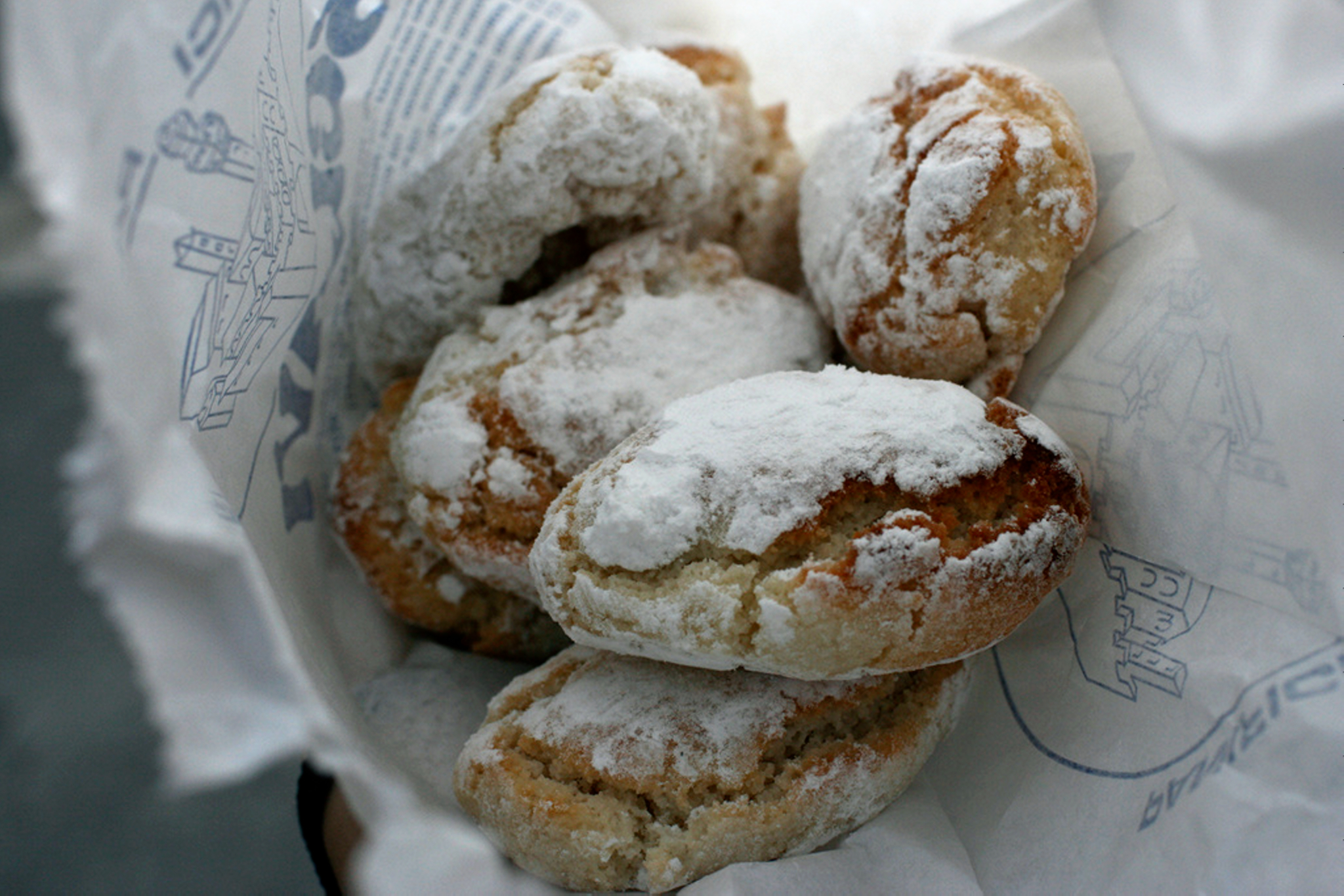
Los Ricciarelli son galletas de almendra Toscanas.
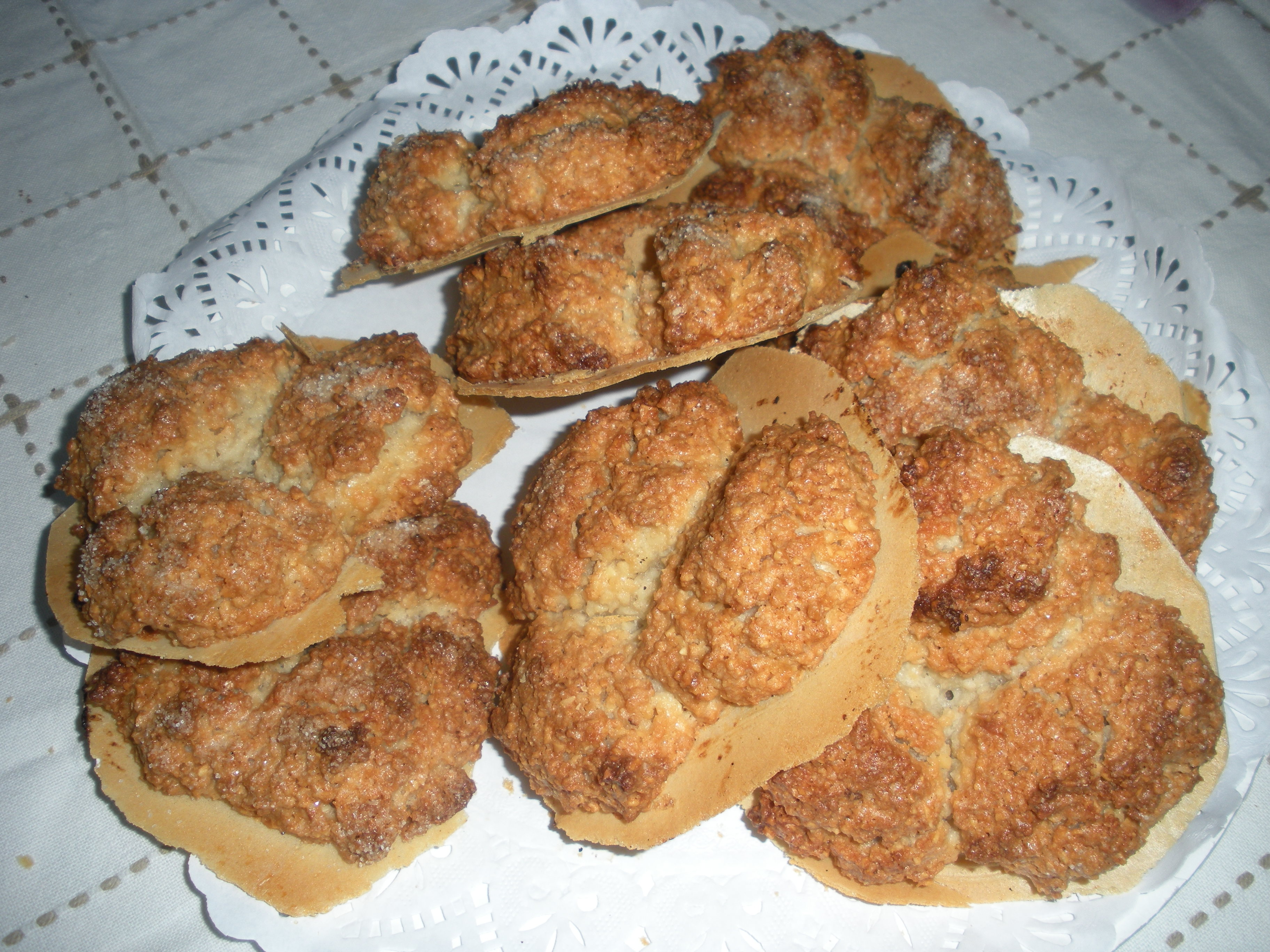
Los almendrados son un tipo de galleta de almendra en la gastronomía española.
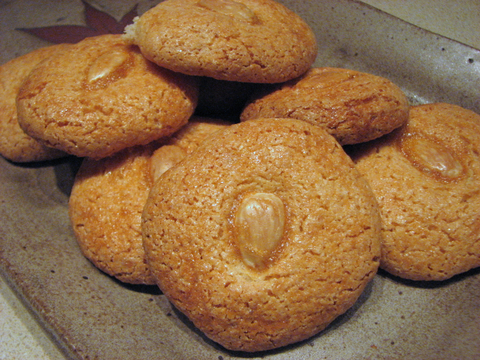
Las acibadem kurabiyesi son galletas de almendra en la gastronomía turca.